# Belén, Costa Rica
Belén är en ort i Costa Rica.   Den ligger i provinsen Guanacaste, i den västra delen av landet, 170 km väster om huvudstaden San José. Belén ligger 40 meter över havet och antalet invånare är 2 715.
Terrängen runt Belén är platt åt sydost, men åt nordväst är den kuperad. Terrängen runt Belén sluttar österut. Runt Belén är det ganska glesbefolkat, med 38 invånare per kvadratkilometer. Närmaste större samhälle är Santa Cruz, 16,4 km söder om Belén. Omgivningarna runt Belén är en mosaik av jordbruksmark och naturlig växtlighet.